# Rwanda na Letnich Igrzyskach Olimpijskich 2020
Rwanda na Letnich Igrzyskach Olimpijskich 2020 – występ kadry sportowców reprezentujących Rwandę na igrzyskach olimpijskich, które odbyły się w Tokio w Japonii, w dniach 23 lipca - 8 sierpnia 2021 roku.
Reprezentacja Rwandy liczyła pięcioro zawodników - trzech mężczyzn i dwie kobiety, którzy wystąpili w 3 dyscyplinach.
Był to dziesiąty start tego kraju na letnich igrzyskach olimpijskich.

## Reprezentanci

### Kolarstwo

#### Kolarstwo szosowe
| Zawodnik      | Konkurencja                         | Czas | Miejsce |
| ------------- | ----------------------------------- | ---- | ------- |
| Moise Mugisha | wyścig ze startu wspólnego mężczyzn | DNF  | DNF     |

### Lekkoatletyka
Początkowo reprezentacja Rwandy w lekkoatletyce miała liczyć troje sportowców. Jednakże, ze względu na fakt niedostosowania się do obostrzeń związanych z pandemią COVID-19 z igrzysk został wykluczony maratończyk Félicien Muhitira.
Mężczyźni
| Zawodnik        | Konkurencja | Finał | Finał   |
| Zawodnik        | Konkurencja | Czas  | Miejsce |
| --------------- | ----------- | ----- | ------- |
| John Hakizimana | Maraton     | DNF   | DNF     |

Kobiety
| Zawodniczka      | Konkurencja    | Runda 1  | Runda 1 | Finał | Finał   |
| Zawodniczka      | Konkurencja    | Czas     | Miejsce | Czas  | Miejsce |
| ---------------- | -------------- | -------- | ------- | ----- | ------- |
| Marthe Yankurije | Bieg na 5000 m | 15:55,94 | 35.     | NQ    | NQ      |

### Pływanie
Mężczyźni
| Zawodnik         | Konkurencja       | Eliminacje | Eliminacje | Półfinał | Półfinał | Finał | Finał   |
| Zawodnik         | Konkurencja       | Czas       | Miejsce    | Czas     | Miejsce  | Czas  | Miejsce |
| ---------------- | ----------------- | ---------- | ---------- | -------- | -------- | ----- | ------- |
| Eloi Imaniraguha | 50 m st. dowolnym | 25,38      | 55.        | NQ       | NQ       | NQ    | NQ      |

Kobiety
| Zawodniczka        | Konkurencja       | Eliminacje | Eliminacje | Półfinał | Półfinał | Finał | Finał   |
| Zawodniczka        | Konkurencja       | Czas       | Miejsce    | Czas     | Miejsce  | Czas  | Miejsce |
| ------------------ | ----------------- | ---------- | ---------- | -------- | -------- | ----- | ------- |
| Alphonsine Agahozo | 50 m st. dowolnym | 30,50      | 72.        | NQ       | NQ       | NQ    | NQ      |